# Blakea harlingii
Blakea harlingii är en tvåhjärtbladig växtart som beskrevs av John Julius Wurdack. Blakea harlingii ingår i släktet Blakea och familjen Melastomataceae. Inga underarter finns listade i Catalogue of Life.